# FUT8
Альфа-(1, 6)-фукозилтрансфераза, или фукозилтрансферза 8 (англ. Alpha-(1,6)-fucosyltransferase; Fucosyltransferase 8; КФ 2.4.1.68) — фермент трансфераза семейства гликозилтрансфераз 10 (фукозилтрансферазы), продукт гена человека FUT8. Играет роль в гликозилировании белков.

## Функции
Фермент катализирует добавление фукозы через альфа-1,6-гликозидную связь 1-го остатка N-ацетилглюкозамина, ближайшего к пептидной цепи N-гликана. 

## Структура и внутриклеточная локализация
FUT8 состоит из 575 аминокислот, молекулярная масса 66,5 кДа. Как и другие фукозилтрансферазы, локализован на мембранах транс-отдела аппарата Гольджи. 

## Экспрессия
Экспрессирован практически во всех тланях, наиболее высокий уровень экспрессии — в нервном сплетении corpus callosum мозга.

## Патология
Мутации гена фукозилтрансферазы 8 могут приводить к заболеванию наследственное нарушение гликозилирования с дефектным фукозилированием (т. н. CDGF). В связи с множественными функциями гликозилирования белков заболевание характеризуется широким спектром клинических проявлений: дефектами в развитии нервной системы, психомоторная задержка, дисморфизмы, гипотония, нарушения свёртываемости крови и иммунодефицит. CDGF является аутосомальным рецессивным заболеванием.